# Rohema
ROHEMA (kurz für Robert Hellinger Markneukirchen) ist ein deutsches Unternehmen, das Taktstöcke, Sticks für Schlaginstrumente sowie Percussioninstrumente produziert. Es ist ein Familienbetrieb in der fünften Generation und die älteste noch bestehende Taktstockfabrik der Welt. Rohema (Eigenschreibweise: ROHEMA Percussion) wurde 1888 von Robert Eduard Hellinger gegründet und wird heute von dessen Ur-Urenkeln Maik und Tobias Hellinger geführt. Das Unternehmen sitzt in Markneukirchen in Sachsen.

## Geschichte

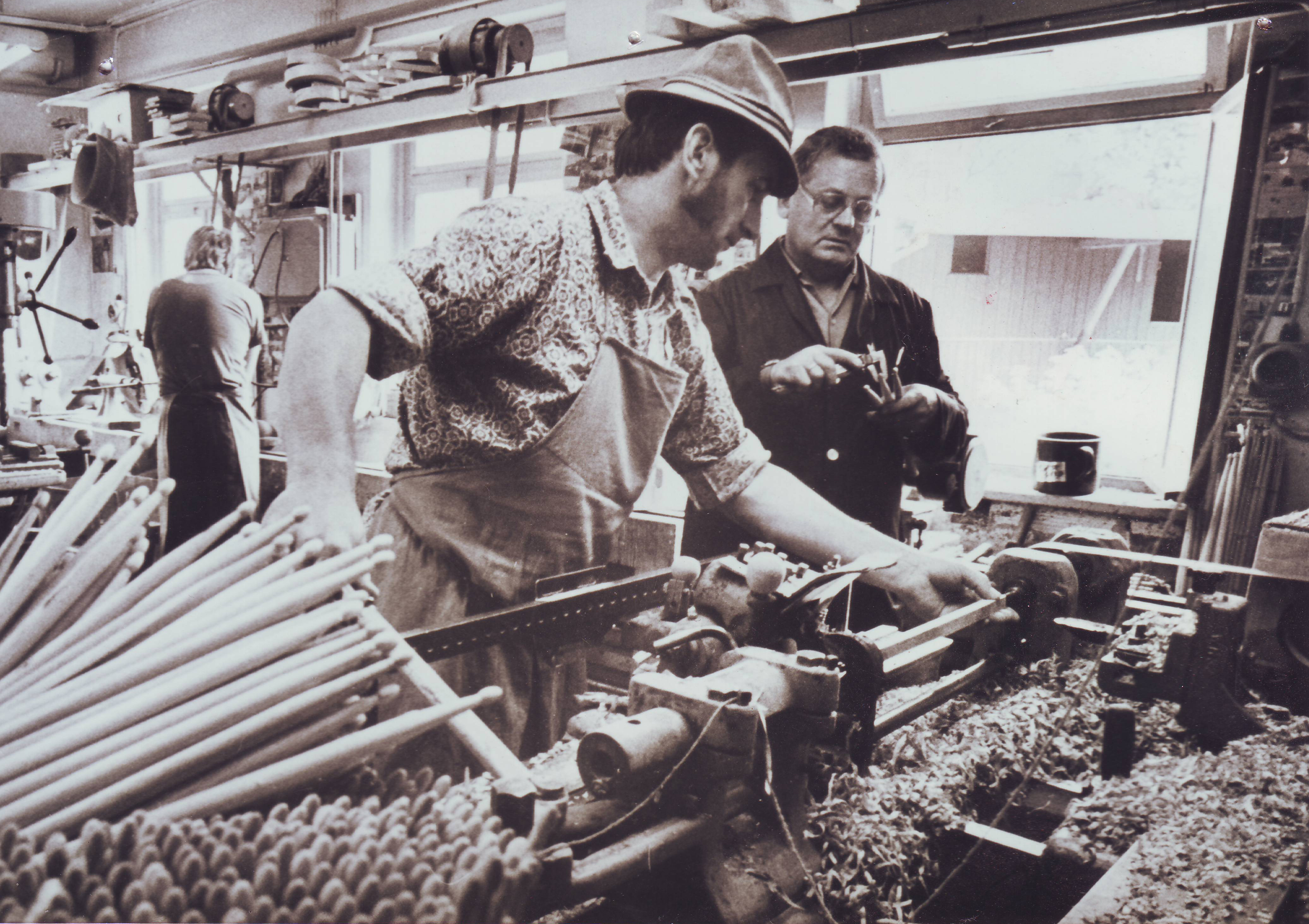
Drumstick Produktion zu Beginn der 1980er Jahre, Armin Hellinger (rechts), Inhaber in der 3. Generation

Robert Eduard Hellinger begann 1888 in seiner Drechslerwerkstatt mit der Produktion von Takt- und Trommelstöcken, während die meisten seiner Konkurrenten sich überwiegend auf das Drechseln von Wirbeln für Streichinstrumente konzentrierten. Seine Söhne Robert und Arthur lernten in der väterlichen Werkstatt ebenfalls das Drechslerhandwerk. Als die beiden die Firma übernehmen sollten, kam es zum Zerwürfnis. Während Robert weiter unter ROHEMA firmierte, gründete sein Bruder am anderen Ende der Stadt AHELMA (Arthur Hellinger Markneukirchen) und stellte ebenfalls Takt- und Trommelstöcke her. Arthurs Sohn Erich gab die Firma in den 1980er Jahren auf.
Robert Hellingers ältester Sohn – ebenfalls Drechsler – sollte die Werkstatt übernehmen, fiel jedoch wie sein jüngerer Bruder im Zweiten Weltkrieg. Der jüngste Sohn Armin wurde Lehrling im väterlichen Betrieb, machte 1949 seinen Meister und übernahm die Firma Ende der 1950er Jahre.
Zusammen mit seinen beiden Söhnen Andreas und Matthias leitete er Rohema während der DDR-Zeit. Das Unternehmen entging der Verstaatlichung, durfte seine Produkte jedoch nur über staatliche Organisationen vertreiben. Der Kundenkontakt, vor allem in den Westen, brach ab. 1980 übernahmen Armins Söhne Andreas und Matthias gemeinsam die Geschäftsführung.
Nach der Wende produzierten sie mit vier Mitarbeitern unter anderem Trommelstöcke für andere Marken, besuchten internationale Musikmessen und belebten alte und neue Vertriebsstrukturen sowie alte Kundenkontakte. Ende der 1990er Jahre wurden neue Mitarbeiter eingestellt und die mittlerweile fünfte Generation trat in die Firma ein. Andreas’ Sohn Tobias begann 1999 seine Drechslerlehre, 2006 kam Matthias’ Sohn Maik nach abgeschlossenem BWL-Studium dazu. Im Sommer 2019 übergaben die Väter ihre Firmenanteile an die Söhne.

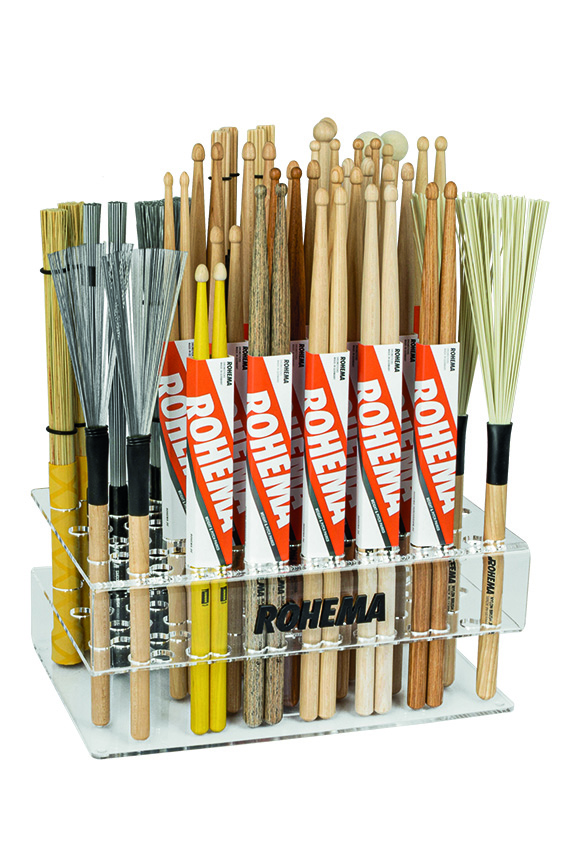
Drumsticks, Rods und Brushes

Heute (Stand 2020) beschäftigt das Unternehmen über 30 Mitarbeiter. 2014 wurde die Produktionsfläche durch einen Neubau erweitert. 2019 investierte Rohema in einen Neubau im Gewerbepark Markneukirchen für 2,8 Millionen Euro. Im September 2020 zog das gesamte Unternehmen in den Neubau um. Während der Wirtschaftskrise 2020 führte das Unternehmen wie zahlreiche andere Kurzarbeit ein.

## Trommelstöcke

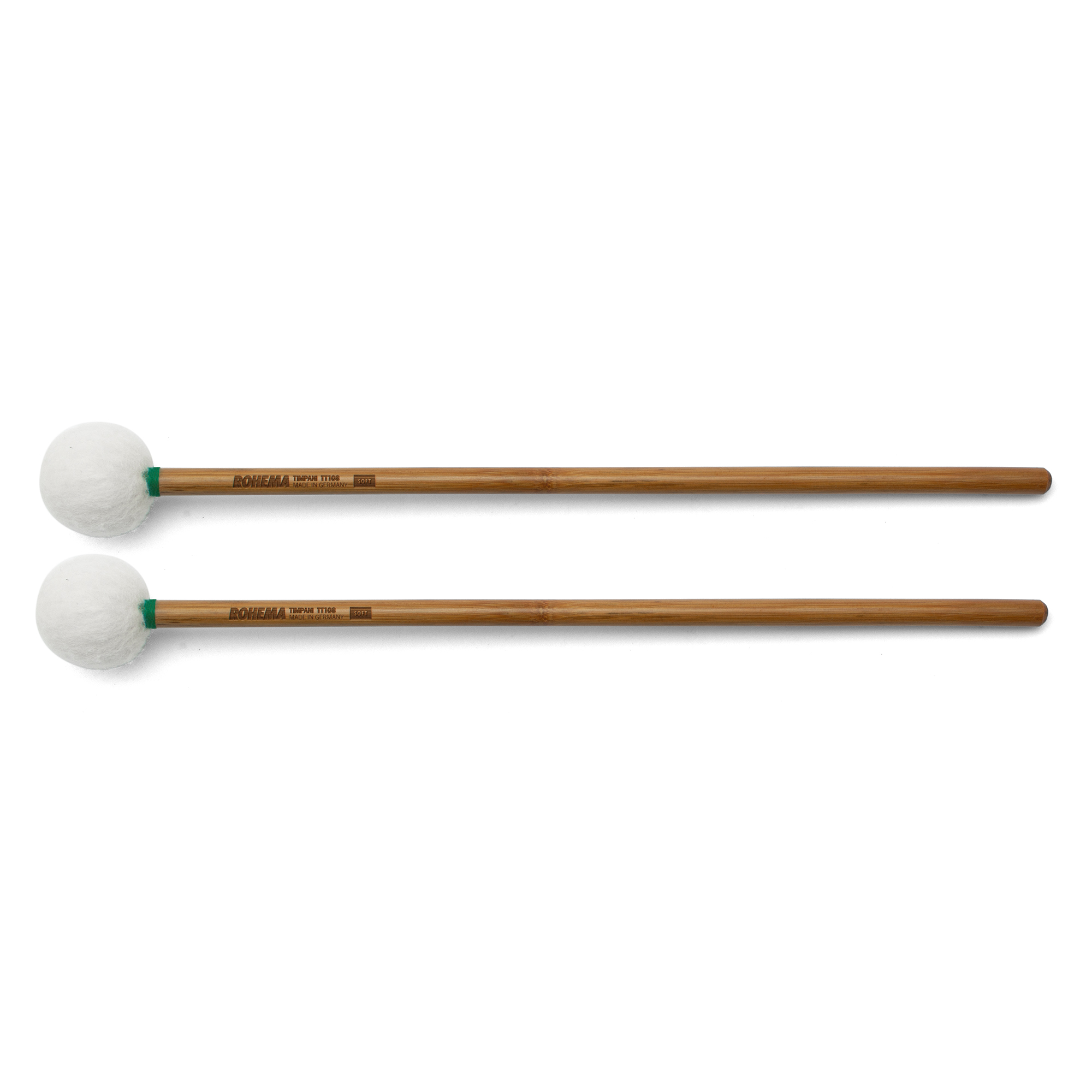
Timpani Tonkin Mallets

Rohema ist der größte Hersteller von Schlagzeugstöcken in Europa. Im Sortiment sind über 50 verschiedene Drumstick-Modelle sowie diverse Rods und Besen für Schlagzeug, Cajón und Percussion. In einem Selektionsverfahren werden Stick-Paare nach Gewicht und Klang sortiert. Schlagzeugsticks werden aus amerikanischem Hickory, Nordamerikanischem Maple (Ahorn), Hornwood, Hornbeam und Jatoba Holz gefertigt. Die Sticks werden (bis auf die Natural Serie) mit einer dünnen Lackschicht überzogen. Dabei soll das natürliche Gefühl des Holzes erhalten bleiben, während es trotzdem vor äußeren Einflüssen und Materialabrieb geschützt ist.
Bekannt Drumstick-Endorser von Rohema sind unter anderem:
- Bela B (Die Ärzte)[8]
- Dani Löble (Helloween)
- Dirk Erchinger (Drumtrainer Berlin)
- Roel van Helden (Powerwolf)
- Onkel (Alligatoah, Meute)
- Josè Cortijo
- Stephan Emig
- Severin Kantereit (AnnenMayKantereit)
- Marco Möller (Bosse, Andreas Bourani, Meute, Revolverheld)
- Paul Walsham (Hurts)
- Jan 'Stix' Pfennig (Stixonspeed, Clinician)
- uvm.

## Mallets
Rohema produziert verschiedene Schlägel (Mallets) für Schlagwerk- und Percussioninstrumente: Bassdrummallets mit Aluminiumstielen für ein geringes Gewicht bei Marching Bands, Schlägel für Glocken- und Stabspiele, Pauken, Xylophone oder Lyra sowie Mallets für Kleinpercussion oder Timbale-Sticks. Für die Filzköpfe der Mallets kommt Filz aus Merinoschafwolle aus deutscher Produktion zum Einsatz. Sie werden von Hand vernäht.

## Kids Percussion
Das Sortiment für Kinder umfasst mehr als 80 Rhythmusinstrumente für die musikalische Früherziehung, darunter Shaker, Klanghölzer, Rakataks, Maracas, Trommeln oder Glocken. Viele der Musikinstrumente sind für Kinder ab einem Jahr geeignet. Die Kinderinstrumente werden vollständig in Deutschland hergestellt und entsprechen den aktuellen Anforderungen der Spielwarennorm.

## Taktstöcke (Batons)

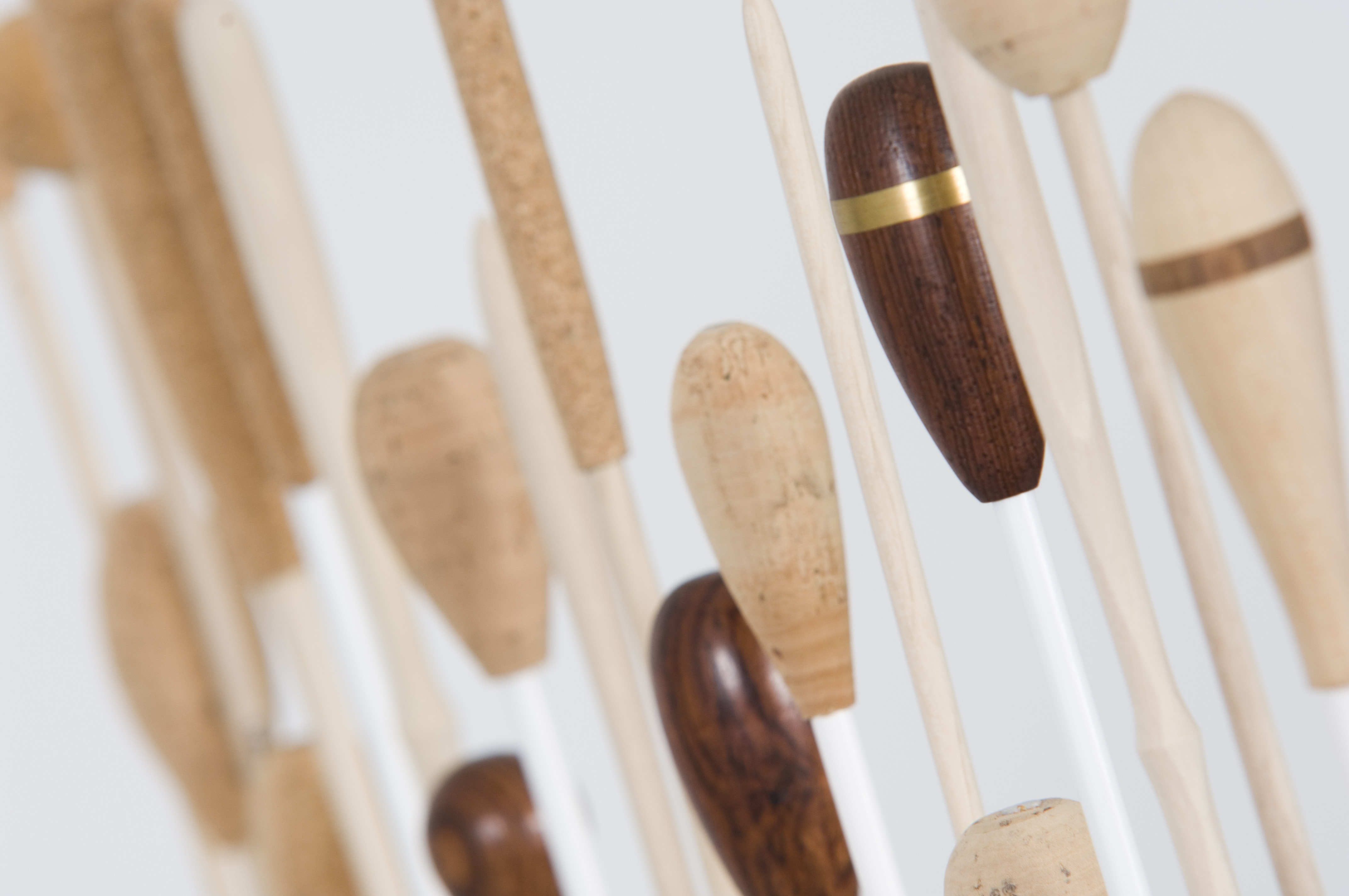
Taktstöcke

Rohema ist der einzige Hersteller für Taktstöcke in Europa. Die meisten Taktstöcke werden aus bayerischer Weißbuche hergestellt, aber auch Fiberglas- und Carbonstöcke werden angefertigt. 70 verschiedene Modelle der Taktstöcke werden angeboten. Kunden sind unter anderem die Dirigenten Daniel Barenboim oder Zubin Mehta.